# Wilnsdorf
Wilnsdorf es un municipio situado en el distrito de Siegen-Wittgenstein, en el estado federado de Renania del Norte-Westfalia (Alemania), con una población a finales de 2016 de unos 20 389 habitantes.

## Situación geográfica

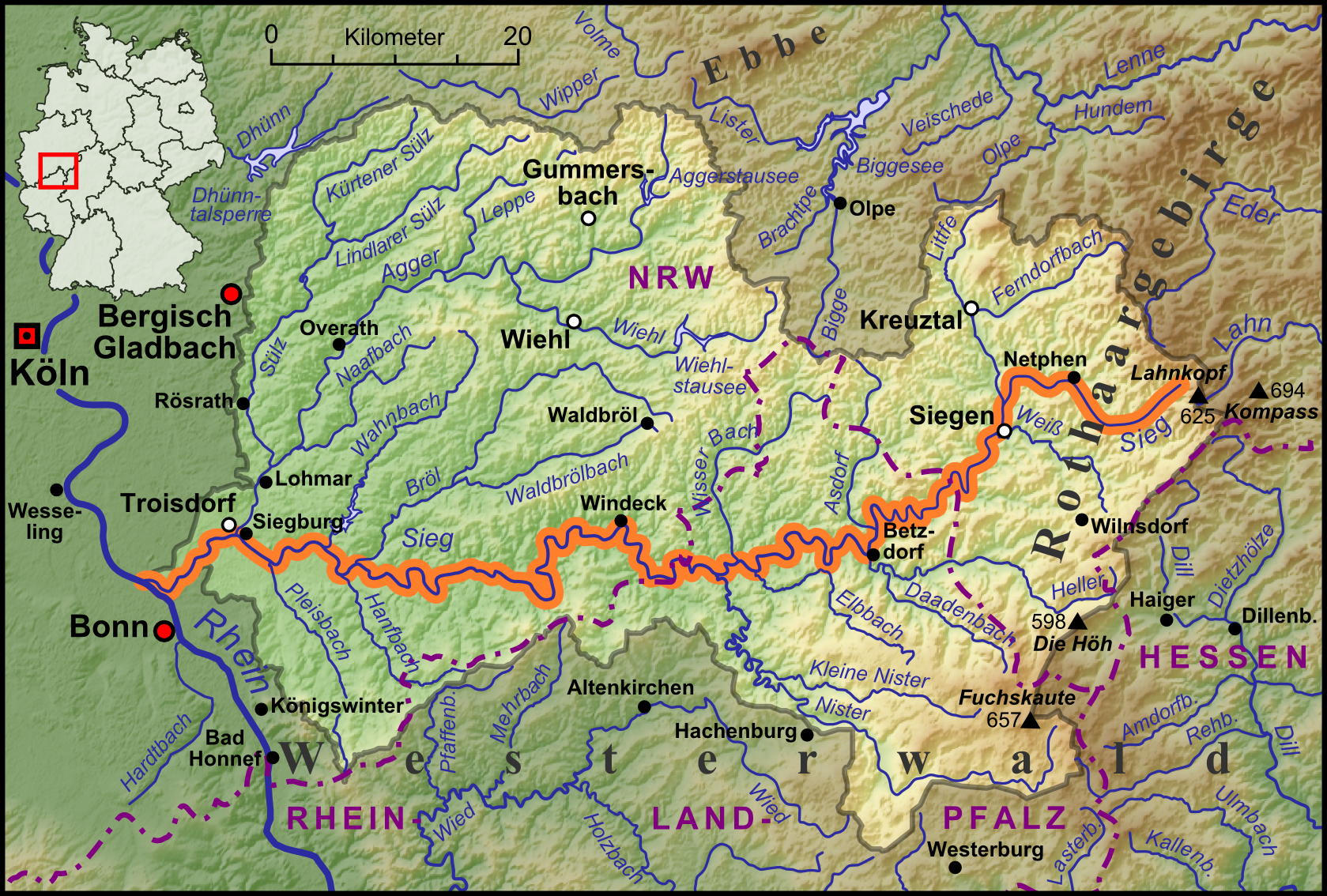
Wilnsdorf en un mapa del río Sieg

Se encuentra ubicado en la zona centro-sur del estado, en la región de Arnsberg, cerca de la orilla del río Sieg —un afluente derecho del Rin— y de la frontera con los estados de Hesse y Renania-Palatinado.